# نورما كلاين
نورما كلاين (بالإنجليزية: Norma Klein)‏ (13 مايو 1938، نيويورك في الولايات المتحدة - 25 أبريل 1989)؛ كاتِبة مُتخصِّصة في أدب الأطفال وروائية أمريكية.